# Mathias Barion von Zellthal
Mathias  Barion von Zellthal, Erbländ.-österr. Adelsstand, (* 2. Oktober 1785 in Antwerpen; † 4. Oktober 1871 in Graz) war ein k.k. Generalmajor sowie Kommandant und Direktor der österreichischen Raketeuranstalt und Ritter des Österreichisch-kaiserlichen Leopold-Ordens sowie Inhaber des Dienstzeichens I. Classe in Graz.

## Leben
Aus dem Bombardierkorps hervorgegangen, machte er sich verdient um die Entwicklung der österreichischen Raketeuranstalt. Er verfasste Artillerie-Lehrbücher, konstruierte eine neue Geschützverschraubmaschine und kämpfte in 20 Schlachten und Gefechten. In der Folge wurde der Oberst Mathias Barion von Zellthal, Kommandant der Raketen-Anstalt, 1854 zum Generalmajor und Direktor dieser Anstalt befördert.
Barion von Zellthal war mit Karoline Tillinger, geboren am 18. Juni 1795, verstorben 1864, verheiratet. Am 6. Mai 1859 ging er in Pension. Barion von Zellthal wurde auf dem St. Peter-Friedhof bestattet.